# Bolxevisme
|  | Per a altres significats, vegeu «Bolxevik». |

Els bolxevics (del rus большевик, bolxevik, "membre de la majoria") eren un grup polític radicalitzat dins del Partit Obrer Socialdemòcrata Rus, dirigit per Vladímir Ílitx Uliànov «Lenin», contraposat als menxevics, dirigits per Julius Martov.

## Polèmica el 1903
La divisió es va produir en el Segon Congrés del Partit Obrer Socialdemòcrata Rus, celebrat a Brussel·les i Londres el 1903. Les tesis proposades per Lenin van ser:
1. La lluita per la dictadura del proletariat com a instrument necessari de la revolució per a avançar cap al socialisme.
2. L'aliança de la classe obrera amb el llauradors per a derrocar l'autocràcia russa, portar a terme els objectius democràtics de la revolució i enfrontar les vacil·lacions i traïcions de la burgesia.
3. La liquidació dels latifundis terratinents i l'entrega de la terra als llauradors.
4. El reconeixement del dret a l'autodeterminació de les nacions oprimides per Rússia.
5. La condició de pertànyer a una organització del partit per a ser considerat membre d'ell.
6. La necessitat de construir un partit l'organització interna del qual es basara en el "centralisme democràtic", amb militants professionals, que garantiren l'homogeneïtat ideològica i la capacitat d'organització, els quals havien de portar com a programa revolucionari la conquista el poder polític per part dels proletaris (dictadura del proletariat), per a dur a terme la revolució.

A causa de la diversitat dels temes debatuts, les votacions van fluctuar en favor o en contra de les propostes de Lenin. Va ser aprovat un programa mínim contra l'autocràcia i un programa màxim cap al socialisme amb els punts de vista leninistes, excepte en allò que es referix al tema de terres, perquè s'exigia únicament la devolució de les terres arrabassades pels terratinents als llauradors. En els temes organitzatius van ser aprovades les propostes de Julius Martov; no obstant això, en la fase final del congrés, quan anava a elegir-se la direcció del partit, la correlació de forces es va invertir novament a causa de la retirada d'alguns delegats, als quals el congrés va negar propostes del seu interés. Els malnoms de bolxevic "la majoria" i menxevic, "la minoria", prové del resultat de l'elecció del Comité Central i del Comité de Redacció del periòdic Iskra, que no obstant això poc després del congrés va quedar en mans dels menxevics.

## Distanciament amb els menxevics
Després de la derrota de la Revolució Russa de 1905, els bolxevics van mantenir la seva estratègia radical per a l'establiment d'una revolució d'obrers i camperols, contra la lectura menxevic, que considerava que Rússia no estava encara madura i calia primer assolir una república burgesa; pel que fa al programa agrari, van exigir la nacionalització de la terra i l'entrega als llauradors; en l'organitzatiu van demanar mantenir les estructures clandestines del partit. Tot això va conduir a l'escissió dels menxevics (membres de la minoria) el 1912. Hi hagué intents de reunificar el partit, que finalment no prosperaren.

## Guerra i revolució
En l'esclatar la I Guerra Mundial els bolxevics es van alinear amb el sector "internacionalista" de la socialdemocràcia europea, al costat de figures com Rosa Luxemburg o Karl Liebknecht, que denunciaven que es tractava d'una guerra entre burgesos imperialistes pel repartiment del món, i es van oposar als arguments de la "defensa de la pàtria" (sostinguda pels anomenats "defensistes") i van cridar a "rebutjar la guerra imperialista i convertir-la en guerra civil revolucionària". Els menxevics es van dividir llavors perquè la majoria dels seus dirigents es van fer defensistes, mentre Martov va encapçalar un grup internacionalista, que no obstant això va seguir organitzativament separat dels bolxevics i políticament enfrontat. Amb tot, bolxevics, menxevixcs internacionalistes i figures no alineades aleshores com Lev Trotski participaren junts en la Conferència de Zimmerwald dels socialistes oposats a la guerra el setembre de 1915.
Després del triomf de la Revolució de febrer de 1917, es van oposar al règim d'Aleksandr Kérenski i van donar suport al govern paral·lel dels soviets obrers i soldats de les grans ciutats, amb el resultat de dos governs simultanis: el Govern Provisional liderat per Kérenski recolzat per les forces polítiques menxevics, liberals i social-revolucionaris de dreta, i el Govern dels Soviets, amb suport dels bolxevics, socialrevolucionaris d'esquerra, menxevics internacionalistes i anarquistes.
La continuació de la guerra per part del govern provisional, i la repressió contra forces com els bolxevics després d'un fallida revolta al juliol de 1917, en què tanmateix els bolxevics frenaren en considerar que la situació encara no era madura, i l'intent de cop d'estat del general Kornilov a l'agost portaren la situació al límit. L'antic règim amenaçava de restaurar-se sota el govern provisional, i només els soviets podien governar i defensar la revolució. S'estengué la consigna "tot el poder als soviets" defensada pels bolxevics i les forces més d'esquerra. El mes d'octubre, a proposta de Lenin, els bolxevics defensaren la insurrecció armada, que fou aprovada pel Congrés dels Soviets. Els bolxevics van encapçalar la coneguda com revolució d'octubre des del Comitè Militar Revolucionari de Petrograd, dirigit per Trotski i compost majoritàriament per bolxevics. L'assalt al Palau d'Hivern el 6 de novembre (25 d'octubre en el calendari julià vigent a Rússia) fou el punt culminant de la revolució, que es produí amb escàs vessament de sang ja que els insurgents només van haver de fer front a una resistència feble, degut a la impopularitat del govern. Pocs dies més tard, la revolució s'estengué per tot Rússia.
L'endemà de la revolució a Sant Petersburg es duu a terme el Segon Congrés de Soviets. Aquí, els menxevics i la dreta social revolucionària són derrotats pels bolxevics i els socialrevolucionaris d'esquerra. En la segona sessió del Congrés, es conformarà el Govern, el Consell de Comissaris del Poble (Sovnarkom). El nou govern dels soviets aprovà a proposta de Lenin el Decret de la Pau, per acabar amb la guerra, i el Decret de la Terra, per abolir-ne la propietat i repartir la terra als camperols (molts dels quals ja l'havien ocupat i col·lectivitzat) sense indemnitzar els terratinents, mesura inspirada pels socialrevolucionaris, que donaren així suport al govern dels soviets, com faria la majoria dels camperols. Poc després aprovà la jornada de vuit hores, la declaració dels drets dels pobles, que reconeixia el dret d'autodeterminació, la igualtat de sexes, l'abolició dels títols aristocràtics, l'abolició de privilegis de l'església i la separació de religió i estat, la declaració del matrimoni, el divorci i el registre de naixements i defuncions com a procediments civils, la substitució dels antics tribunals de justícia per altres elegits o nomenats pels soviets. A finals de novembre establiria una seguretat social que cobrís atur, malaltia, jubilació o discapacitat.
El 25 de novembre es van dur a terme les eleccions convocades abans de la revolució d'octubre pel govern provisional per a definir els membres d'una assemblea constituent per a dotar al règim d'una nova institucionalitat. En aquestes eleccions, els bolxevics van obtindre el 25% dels vots i 170 dels 707 escons i la victòria en les principals ciutats i entre els soldats del front, mentre els eseristes (Partit Socialista Revolucionari) obtenien el 57% dels vots i 380 escons, i guanyaven entre la majoria camperola de la població russa. L'assemblea era composta a més dels bolxevics (170 escons), que reconeixien com a més representatiu i democràtic el poder del soviets enfront de l'assemblea constituent i una república burgesa; socialistes revolucionaris (380 escons), amb una posició dividida respecte del govern dels soviets, i per menxevics (18 escons), kadets (17 escons) i altres grups opositors al govern soviètic. Amb l'inici de la guerra civil, i la posterior divisió dels socialrevolucionaris entre la dreta contraria al poder dels soviets i l'esquerra, favorable a aquests, l'assemblea només funcionà de forma simbòlica. En la seva unica sessió, el gener de 1918, l'assemblea no va reconéixer el govern i es va negar a sotmetre's a les decisions dels soviets i aquest va dissoldre l'assemblea, amb la qual cosa passà tot el poder en mans dels soviets, on els bolxevics i l'esquerra tenien majoria. Dos dies més tard es va reunir el III Congrés dels Soviets, format per una majoria de bolxevics i socialrevolucionaris d'esquerra que van aprovar les propostes del Consell de Comissaris del Poble, el Sovnarkom, i la «declaració de drets del poble treballador explotat» que havia rebutjat l'assemblea.
Ja en el govern, la facció bolxevic va prendre el nom de Partit Comunista de Rússia (bolxevic), després Partit Comunista de la Unió Soviètica (bolxevic). Gran part de la vella guàrdia bolxevic va ser feta assassinar per Stalin. No va ser fins a 1952 en què van eliminar la referència "bolxevic" del nom oficial del partit, que va passar a denominar-se Partit Comunista de la Unió Soviètica.
El terme s'utilitza sovint com a sinònim de comunista, encara que pròpiament no ho és.